# Diacantha collaris
Diacantha collaris es una especie de insecto coleóptero de la familia Chrysomelidae.
Fue descrita científicamente en 1901 por Julius Weise.